# Mattias Neuenschwander
Mattias (Matti) Neuenschwander (* 1952 in Gockhausen) ist ein ehemaliger Schweizer Curler. 

## Leben
Mattias Neuenschwander ist Sohn des Architekten Eduard Neuenschwander. Neuenschwander begann seine berufliche Laufbahn mit einer Lehre als Hochbauzeichner in einem Architekturbüro in Zürich. Nach Abschluss dieser Ausbildung studierte er bis 1979 Architektur an der ETH Zürich. Im Jahr 1983 gründete Neuenschwander sein eigenes Architekturbüro in Gockhausen.
Mattias Neuenschwander war von 1974 bis 1979 als Curler aktiv. Er spielte die Position des Lead in der Schweizer Mannschaft und wurde sowohl 1974 wie 1979 Schweizer Meister. In der Europameisterschaft im Curling 1976 gewann er die Goldmedaille. Zudem errang er bei der Weltmeisterschaft der Männer 1979 eine Silbermedaille. In den Jahren 2004 bis 2007 nahm er an den Senioren-Weltmeisterschaften teil, wo er 2004 und 2005 mit seinem Team jeweils den dritten Platz belegte.
Neuenschwander hat zwei Töchter; Esther Neuenschwander war ebenfalls eine erfolgreiche WM- und EM-Teilnehmerin im Curling-Sport.